# مايكل غامبل
مايكل غامبل (بالإنجليزية: Michael Gamble)‏ (5 يناير 1994 ببيدفورد في المملكة المتحدة - ) هو لاعب كرة قدم أمريكي في مركز الهجوم.

## وصلات خارجية
- مايكل غامبل على موقع الدوري الأمريكي (الإنجليزية)
- مايكل غامبل على موقع قاعدة بيانات كرة القدم.إي يو (الإنجليزية)
- مايكل غامبل على موقع AS.com (الإسبانية)